# Округ Су (Ајова)
Су (енгл. Sioux County) је округ у америчкој савезној држави Ајова.

## Демографија
По попису из 2010. године број становника је 33.704, што је 2.115 (6,7%) становника више него 2000. године.
| Група             | 2000.          | 2010.          |
| Белци             | 30.374 (96,2%) | 30.090 (89,3%) |
| Афроамериканци    | 64 (0,2%)      | 129 (0,4%)     |
| Азијати           | 186 (0,6%)     | 272 (0,8%)     |
| Хиспаноамериканци | 808 (2,6%)     | 3.001 (8,9%)   |
| Укупно            | 31.589         | 33.704         |